# بنیامین
| طوایف اسرائیل |
| --- |
| پسران اسرائیل - رئوبن - شمعون - لاوی - یهودا - دان - نفتالی - جاد - اشیر - یساکار - زبولون - یوسف - منسه - افرایم - بنیامین |
| نوشتارهای مرتبط - یعقوب - اسرائیل - سرزمین موعود                                                                            |

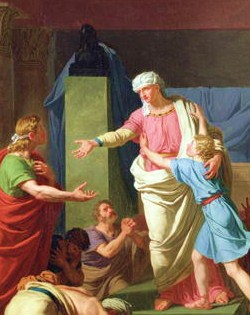
بنیامین برادر خود یوسف را در آغوش می‌گیرد.

بنیامین (به عبری: בִּנְיָמִין [بینِیامین]) کوچک‌ترین فرزند یعقوب و از بنی‌اسرائیل بود. فرزندان او قبیله بنیامین یکی از اسباط اسرائیل را ایجاد کردند. بنیامین را واژه‌ای عبری و به معنای «پسرِ دست راست» یا «پسرِ برکت» دانسته‌اند. برخی معنای آن را «پسر جنوب» گفته‌اند، زیرا وی تنها پسر یعقوب بود که در جنوب یعنی سرزمین کنعان به دنیا آمد. در قرآن بنیامین بدون ذکر نام مورد اشاره قرار گرفته است.

## در کتاب مقدس

### تولد بنیامین

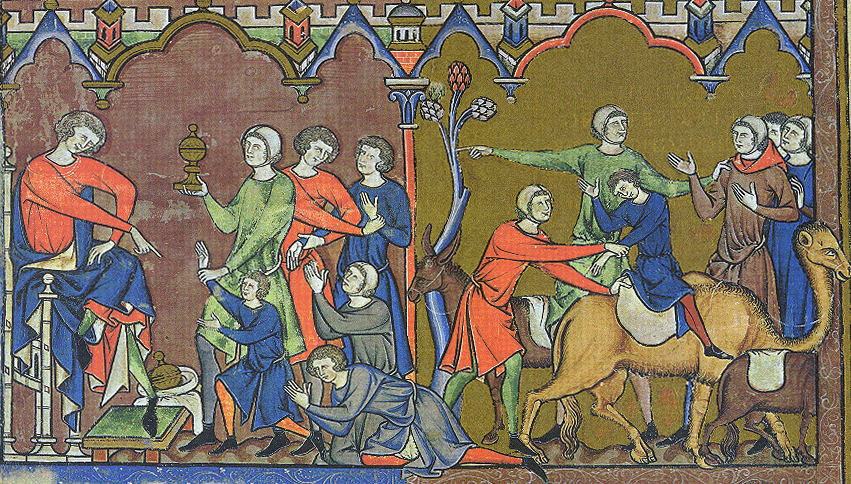
تصویری از کتاب مقدس نسخه مورگان، اسرائیلیها در دربار مصر نزد یوسف حاضر می‌شوند.

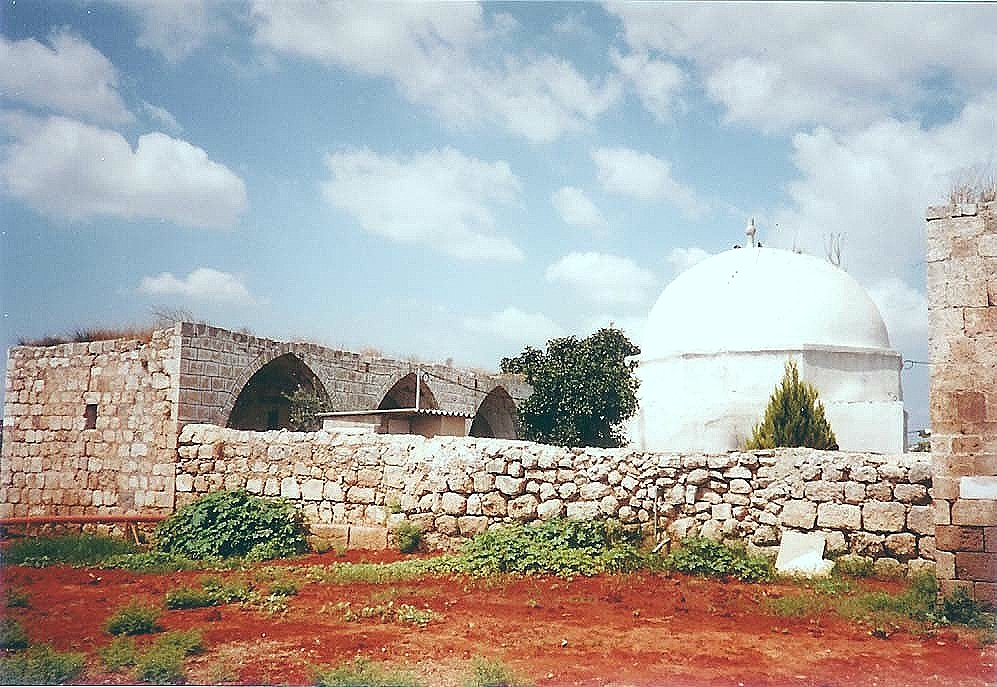
نمای بیرونی کاروانسرای مملوک، در کفر سبا اسرائیل، که به عنوان مقبره نبی یامین شناخته می‌شود.

بر اساس گزارش تورات، مادر بنیامین به نام راحیل، او را هنگام بازگشت از «فَدّان اِرام» به کنعان و در بیت لحم به دنیا آورد. او که پس از تولد بنیامین از دنیا رفت، پیش از مرگ، نام او را «بِنْ أوْنی» به معنای «پسرِ درد و رنج من» نامید؛ اما یعقوب آن را که مفهوم نامبارکی داشت، به بنیامین تغییر داد. بر اساس نوشته‌های ربانی بنیامین وقتی به دنیا آمد که راحیل به مدت زیادی روزه گرفته بود تا خداوند به او فرزندی دهد و یعقوب بیش از ۱۰۰ سال سن داشت. از این رو در بیشتر قسمتهای تورات بنیامین به صورت فرزندی خردسال است ولیکن به‌طور ناگهانی در مورد فرزندان او صحبت می‌شود و چگونگی بزرگ شدن او مورد اشاره قرار نمی‌گیرد.

### در مصر
در داستان یوسف در تورات، هنگامی که برادران یوسف به مصر می‌روند او هویت واقعی خود را به آنان افشا نمی‌کند. بلکه او در کیف بنیامین ظرفی از نقره قرار می‌دهد و سپس اعلام می‌کند که ظرف نقره او گم شده است و باید کیف اسرائیلیها را بگردد. پس از یافته شدن ظرف نقره در کیف بنیامین، یوسف دستور می‌دهد که بنیامین به عنوان برده او در مصر باقی بماند. در این زمان یهودا به یوسف درخواست می‌کند که بنیامین را نگه ندارد زیرا دوری از بنیامین قلب یعقوب را خواهد شکست. در این زمان یوسف هویت واقعی خود را ابراز می‌کند.

### فرزندان بنیامین
کتاب مقدس، بنیامین را پسری لطیف، مطیع و محبوب یعقوب می‌خواند که به ویژه پس از ناپدید شدن یوسف به شدت به وی دلبسته بوده است. کتاب مقدس در جایی برای بنیامین سه فرزند و در جای دیگر ۱۰ فرزند با ذکر نامهایشان یاد می‌کند. این ده پسر عبارتند از: بلا، بشر، آشبل، گرا، نعمان، اهی، روش، موپیم، هوپیم و آرد. نام همسران بنیامین در کتاب مقدس ذکر نشده است.

## در قرآن
در قرآن سوره یوسف، بنیامین بدون ذکر نام چندین بار مورد اشاره قرار گرفته است.

## مدفن
محل دفن بنیامین در روستای «ظَهْرحِمار» میان نابلس و بیسان قرار دارد.